# 阿尼塞托·阿爾塞
阿尼塞托·阿爾塞·魯伊斯·德·門多薩（西班牙語：Aniceto Arce Ruiz de Mendoza，1824年4月15日—1906年8月14日），玻利維亞政治人物，出生於帕德卡亞，1888年至1892年擔任玻利維亞總統。今玻利维亚的阿尔塞县以其命名。